# Venusia eucosma
Venusia eucosma là một loài bướm đêm trong họ Geometridae.